# Gene Ronzani
Eugene A. Ronzani (Iron Mountain, 28 marzo 1909 – Lac du Flambeau, 12 settembre 1975) è stato un giocatore di football americano e allenatore di football americano statunitense nella National Football League (NFL).

## Carriera
Ronzani giocò come halfback e come quarterback per tutta la carriera con i Chicago Bears, vincendo il campionato NFL nella sua prima stagione, nel 1933.
Nel febbraio 1950 divenne il secondo allenatore nella storia dei Green Bay Packers, dopo le dimissioni del fondatore Curly Lambeau. Dopo due stagioni con un record di 3-9 nel 1950 e 1951, i Packers si trovarono su un record di 6–3 nel 1952, ma chiusero con tre sconfitte consecutive. Nel gennaio 1953 Ronzani acconsentì a un nuovo contratto triennale propostogli dalla dirigenza. Il 1953 sembrava promettente ma i Packers partirono con un record di 2–6–1 prima della gara del Giorno del Ringraziamento a Detroit, in cui furono sconfitti 34–15 in diretta nazionale, subendo un parziale di 27-0 nel secondo tempo. Ronzani si dimise il giorno successivo. Green Bay perse tutte le otto partite contro i Lions nelle sue quattro stagioni come capo-allenatore, mentre Detroit vinse il titolo nel 1952 e 1953.

## Palmarès
Giocatore
- Campionati NFL : 1

Chicago Bears: 1933